# Шахмурадов, Саид Шагабудинович
Саид Шагабудинович Шахмурадов (15 июля 1963, Махачкала, Дагестанская АССР, РСФСР, СССР) — советский спортсмен, специализировался по карате, победитель чемпионата СССР. 

## Спортивная карьера
Карате начал заниматься в 1979 году. Первый тренер — Гусейн Магомаев. В 1982 году стал победителем чемпионата СССР в команде РСФСР. 

## Личная жизнь
В 1981 году окончил школу № 40 в Махачкале. В 1989 году окончил строительный факультет Дагестанского государственного технического института. В 1993 году окончил махачкалинский филиал Московского автомобильно-дорожного института.

## Спортивные достижения
- Чемпионат СССР по карате 1982 (команда) — ;